# تروژنیک
تروژنیک (انگلیسی: Truzhenik) یک شهرک در شهرستان بلاگووشچنسکی باشقیرستان کشور روسیه است.